# Iglesia católica en Cuba

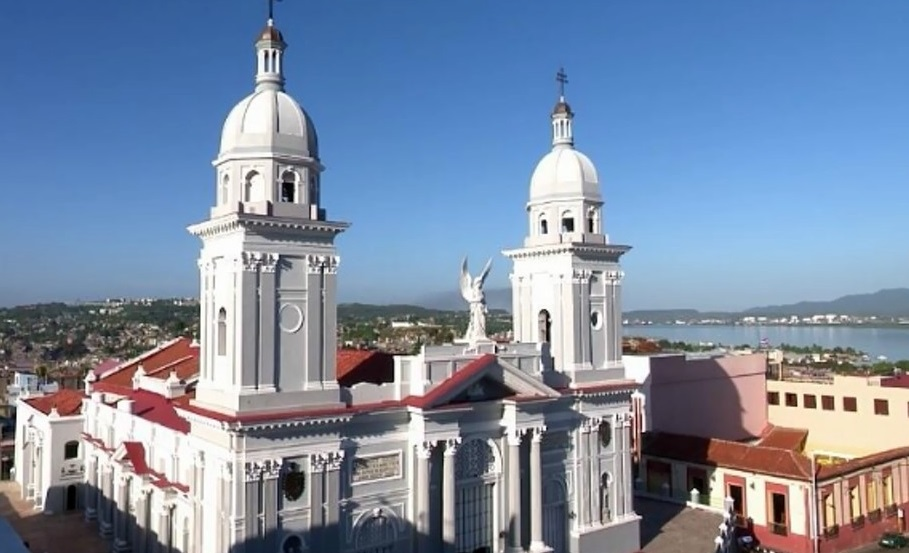
Basílica Catedral Metropolitana de Santiago de Cuba y Primada de Cuba en la actualidad

La Iglesia católica está presente en Cuba, donde estima que el 41% de la población es católica. El territorio del país está dividido en once diócesis, tres de ellas con rango de arquidiócesis. El liderazgo espiritual de la nación tradicionalmente ha sido compartido entre el arzobispo de Santiago de Cuba (Primado de Cuba) y el arzobispo de San Cristóbal de La Habana.

## Historia

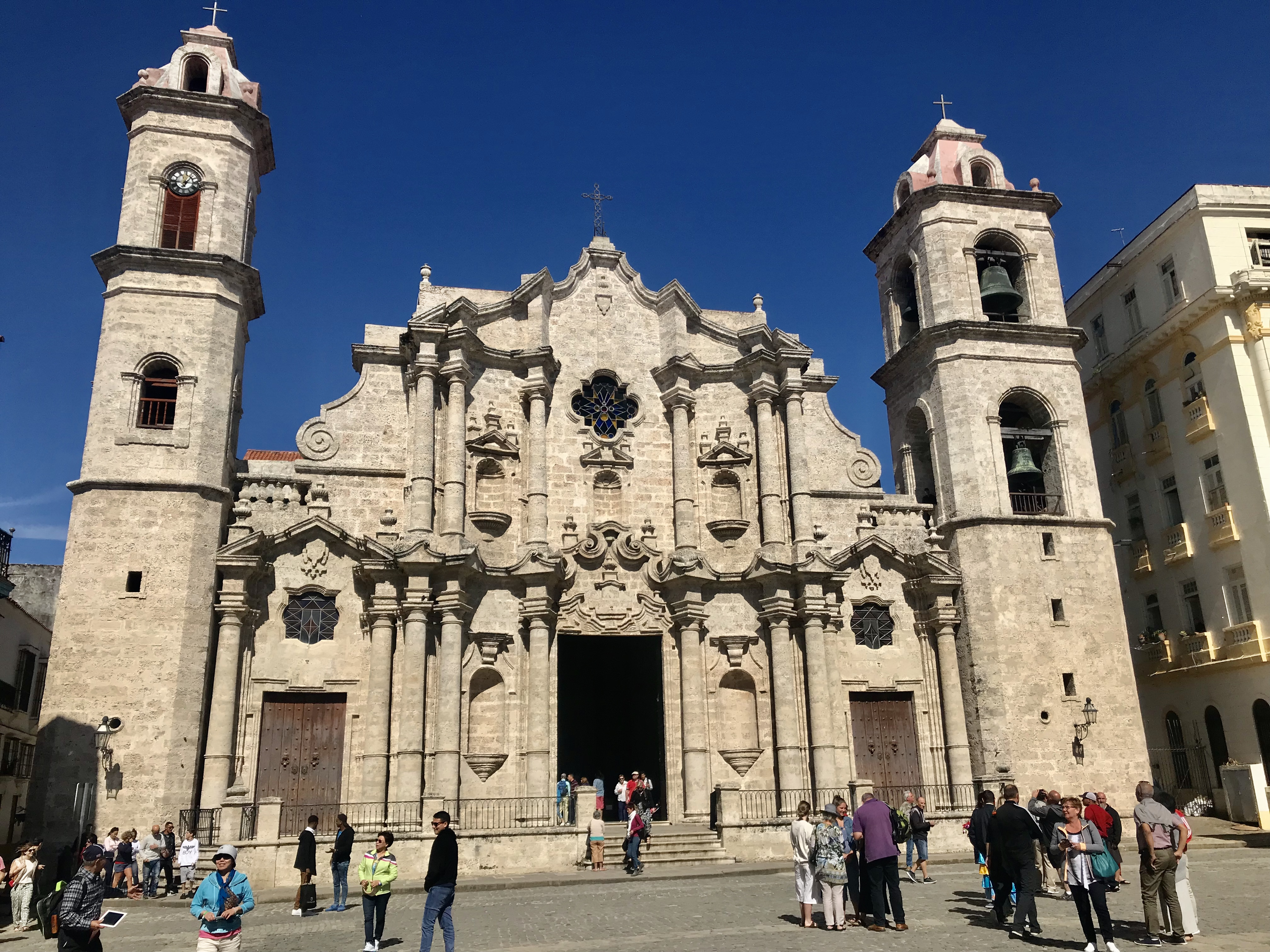
Catedral Metropolitana de La Habana

La historia del catolicismo en Cuba comenzó en el siglo XVI, con la conquista española. Durante cuatro siglos hasta la Revolución cubana de 1959, la Iglesia católica jugó un rol esencial en la vida del país. La nación cubana se forjó bajo el signo de la cruz. Las relaciones diplomáticas entre Cuba y la Santa Sede comenzaron en 1935 y se han mantenido ininterrumpidamente.

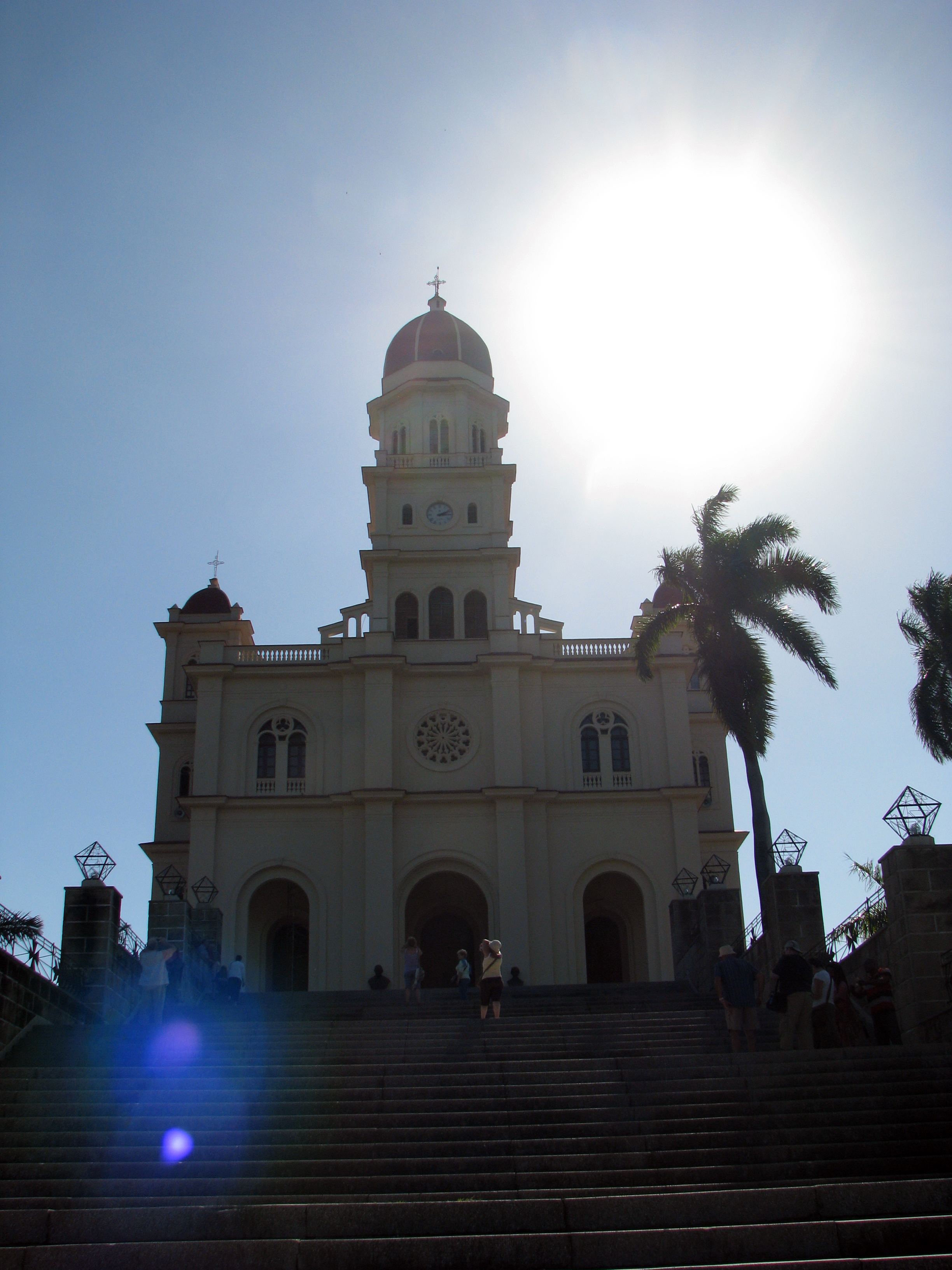
Basílica Santuario Nacional de Nuestra Señora de la Caridad del Cobre, la Patrona de Cuba

Sin embargo, el catolicismo estaba fuertemente asociado con la población blanca nacida en España y sus descendientes, siendo que la gran mayoría de los sacerdotes eran españoles europeos, los llamados "peninsulares". La Iglesia mostró mucho menos interés en convertir a la población no blanca en Cuba que en otros territorios de la Monarquía española como la Nueva España y el Perú. Durante las guerras de independencia (1868-1898), mientras que algunos clérigos católicos cubanos apoyaron la independencia de Cuba, la Iglesia católica estuvo como institución más cerca de la causa española que de la causa independentista, muchos de cuyos líderes eran masones anticlericales. Desde la instauración de la república en 1902, ha imperado en Cuba una política de separación entre Iglesia y Estado. 

### Durante la Revolución cubana
Cuando triunfó la revolución en enero de 1959, los católicos constituían alrededor del 70% de la población.El nuevo régimen marxista, liderado por el ateo Fidel Castro que buscaba la descristianización de Cuba, se propuso revertir esta situación, desplegando una serie de políticas laicistas y anticlericales que buscaban restar poder a la Iglesia y reducir al máximo la influencia social del catolicismo. Sin llegar a prohibirlas, la Iglesia católica y las expresiones públicas de fe quedaron fuertemente reprimidas, lo que incluyó fechas tan señaladas en el calendario católico como la Navidad y la Semana Santa. Gran parte del clero y de las religiosas, en particular las de origen extranjero, salieron de Cuba en los primeros años de la Revolución, algunos de los sacerdotes restantes fueron posteriormente expulsados del país. En 1979, el número de católicos se había reducido aproximadamente a la mitad.
El primer golpe fue la Ley de Reforma Agraria de 1959, que afectó a las tierras de la Iglesia. En el otoño de 1959 tuvo lugar en La Habana una manifestación de jóvenes católicos contra el arresto de uno de los líderes de la revolución, Huber Matos. Alrededor de un millón de personas salieron a esta procesión.

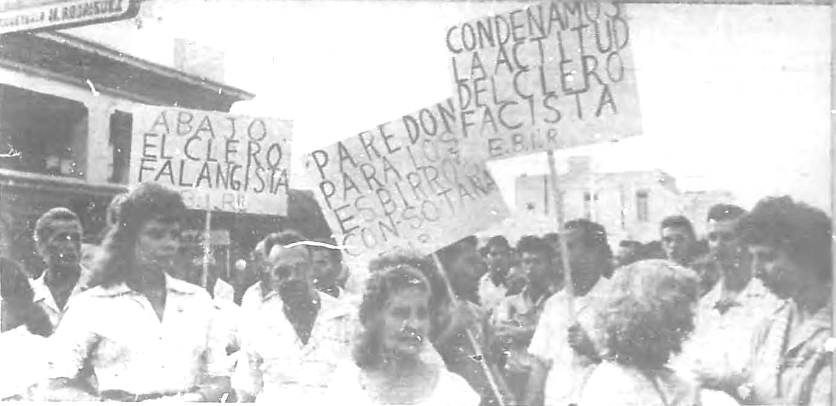
Manifestación anticlerical de seguidores de Fidel Castro en Cuba en 1961.

El 9 de septiembre de 1960, Castro ordenó la clausura de todos los programas católicos de radio y televisión.  El 10 de septiembre de 1961 durante la procesión de la Patrona de Cuba, la Santísima Virgen de la Caridad del Cobre, las Milicias Nacionales Revolucionarias atacaron a los manifestantes con palos y tiros, resultando muerto el joven católico Arnaldo Socorro. El 19 de septiembre de 1961, Fidel Castro anuncio por televisión que no se volverían a permitir manifestaciones religiosas en Cuba.
En 1962 prohibió al personal de la Iglesia unirse al Partido Comunista de Cuba, siguiendo una tradición comunista de ateísmo marxista-leninista. Durante la campaña de la Zafra de los diez millones de 1970 el gobierno suspendió las fiestas navideñas, cuya celebración pública no regresaría hasta 1997.
En la década de 1980 hubo una mejora de las relaciones entre la Santa Sede y el gobierno de Cuba. El 19 de noviembre de 1996 Fidel Castro fue recibido por el papa Juan Pablo II en la Ciudad del Vaticano. En enero de 1998, el Papa realizó una viaje apostólico a Cuba y fue recibido por Castro. En las misas del Papa en la Plazas Santa Clara, Camagüey, Santiago de Cuba y de La Habana, cerca de un millón de personas estuvieron presente.
El papa Benedicto XVI visitó el país en 2012 y se reunió con Fidel y Raúl Castro, al igual que el papa Francisco en 2015. La Iglesia posee algunos centros de formación como el Seminario San Carlos y San Ambrosio en La Habana y el Seminario San Basilio Magno en Santiago de Cuba. Según datos de la revista Newsweek de 1998 cerca de 4,7 millones de los 11 millones de cubanos son bautizados, aunque solamente 150 000 acuden a misa los domingos. En el 2012, el número total de católicos bautizados en Cuba era de 6,8 millones de personas.

## División eclesiástica

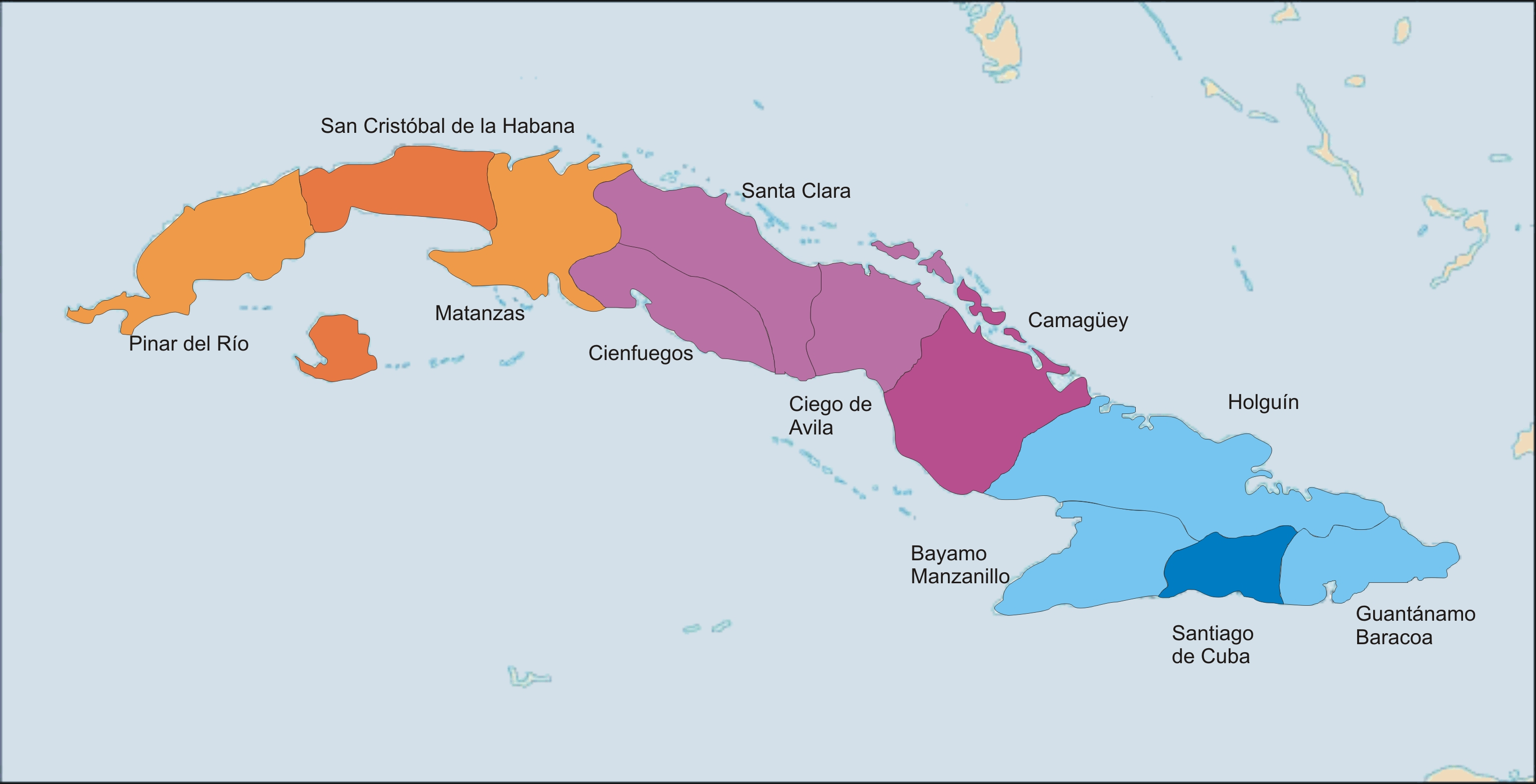
Mapa de las diversas diócesis cubanas

Provincia eclesiástica de La Habana (erigida en 1925)
- Arquidiócesis de La Habana (erigida en 1787)
  - Diócesis de Pinar del Río (erigida en 1906)
  - Diócesis de Matanzas (erigida en 1912)

Provincia eclesiástica de Camagüey (erigida en 1998)
- Arquidiócesis de Camagüey (erigida en 1912)
  - Diócesis de Cienfuegos (erigida en 1902)
  - Diócesis de Santa Clara (erigida en 1995)
  - Diócesis de Ciego de Ávila (erigida en 1996)

Provincia eclesiástica de Santiago de Cuba (erigida en 1803)
- Arquidiócesis Primada de Santiago de Cuba (erigida en 1518)
  - Diócesis de Holguín (erigida en 1979)
  - Diócesis del Santísimo Salvador de Bayamo-Manzanillo  (erigida en 1995)
  - Diócesis de Guantánamo-Baracoa. (erigida en 1998)

## Conferencia de Obispos Católicos de Cuba
La Conferencia de Obispos Católicos de Cuba (COCC) es miembro del Consejo Episcopal Latinoamericano. (CELAM). A ella pertenecen todos los obispos cubanos, residenciales y auxiliares.
Presidentes de la Conferencia episcopal:
- 1958-1963: Manuel Arteaga Betancourt, Arzobispo de San Cristóbal de La Habana
- 1963-1970: Evelio Díaz y Cía, Arzobispo de San Cristóbal de La Habana
- 1970-1973: Francisco Ricardo Oves Fernández, Arzobispo de San Cristóbal de La Habana
- 1973-1976: José Maximino Eusebio Domínguez y Rodríguez, Obispo de Matanzas
- 1976-1979: Francisco Ricardo Oves Fernández, Arzobispo de San Cristóbal de La Habana
- 1979-1982: Pedro Claro Meurice Estíu, Arzobispo de Santiago de Cuba
- 1982-1988: Adolfo Rodríguez Herrera, Arzobispo de Camagüey
- 1988-1998: Jaime Ortega Alamino, Arzobispo de San Cristóbal de La Habana
- 1998-2001: Adolfo Rodríguez Herrera, Arzobispo de Camagüey
- 2001-2007: Jaime Ortega Alamino, Arzobispo de San Cristóbal de La Habana
- 2007-2010: Juan García Rodríguez, Arzobispo de Camagüey
- 2010-2017: Dionisio García Ibáñez, Arzobispo de Santiago de Cuba
- 2017-actualidad: Emilio Aranguren Echeverría, Obispo de Holguín.

## Edificios
Cuba cuenta con cinco Basílicas menores:[cita requerida]
- Santa Basílica Metropolitana Iglesia Catedral basílica de Nuestra Señora de la Asunción y Primada de Cuba (Arquidiócesis de Santiago de Cuba).
- Basílica Santuario Nacional de Nuestra Señora de la Caridad del Cobre (El Cobre, Arquidiócesis de Santiago de Cuba).
- Basílica Santuario Diocesano de Nuestra Señora de la Caridad del Cobre (Arquidiócesis de San Cristóbal de La Habana).
- Basílica de Nuestra Señora de la Asunción (Baracoa, Diócesis de Guantánamo-Baracoa)
- Santa Basílica Metropolitana Iglesia Catedral de Nuestra Señora de la Candelaria (Arquidiócesis de Camagüey)